# Reginar IV.
Reginar IV. (* nach 947; † 1013) aus der Familie der Reginare war der Sohn von Reginar III., der für eine kurze Zeit Graf von Hennegau war, aber bei Kaiser Otto I. in Ungnade fiel. Reginar IV. erhielt 998 die Grafschaft Mons.

## Leben
Reginar war noch minderjährig, als sein Vater nach Böhmen ins Exil geschickt wurde und die übrige Familie an den Hof des westfränkischen Königs flüchtete. 973 griff er gemeinsam mit seinem Bruder Lambert die Grafen Renaud von Mons und Garnier von Valenciennes an, denen im gleichen Jahr der geteilte Hennegau übergeben worden war, tötete sie bei Péronne, und begann damit, den Hennegau zu besetzen, wurde aber von Kaiser Otto II. zurückgeschlagen.
976 unternahm er mit Unterstützung Karls, des jüngeren Bruders des westfränkischen Königs Lothar, einen zweiten Versuch, diesmal gegen die neuen Grafen, Gottfried der Gefangene, Graf von Verdun und Arnulf, der aber am 19. April bei Mons mit einer Niederlage endete.
Um der Bedrohung abzuhelfen, übergab Otto II. 978 Karl das Herzogtum Niederlothringen und Reginar einen Teil des väterlichen Besitzes; Reginar musste jedoch noch bis 998 warten, bis nach dem Tod Gottfrieds, ehe er die Grafschaft Mons erhielt.
Um 996 heiratete er Hedwig von Frankreich (* wohl 969, † nach 1013), Tochter von Hugo Capet, dem König von Frankreich, und Alice von Poitou. Kinder des Paares waren:
- Reginar V., † nach 1039, Graf im Hennegau, ⚭ um 1015 Mathilde von Verdun, † nach 1039, Tochter des Hermann von Eenham, Graf im Eifelgau (Wigeriche)
- Beatrix, ⚭ I, geschieden vor 1021, Ebalus (Ebles) I., † 11. Mai 1033, 997 Graf von Roucy, 1023 Graf von Reims, Erzbischof von Reims (Haus Roucy); ⚭ II Manasses Calva Asina de Ramerupt (Montdidier), Vidame de Reims, 1031/53 bezeugt (Haus Montdidier)